# 8115 Sakabe
8115 Sakabe (1996 HB2) là một tiểu hành tinh vành đai chính được phát hiện ngày 24 tháng 4 năm 1996 bởi R. H. McNaught và Y. Ikari ở Moriyama.